# Isoetes howellii
Isoetes howellii là một loài dương xỉ trong họ Isoetaceae. Loài này được Engelm. mô tả khoa học đầu tiên năm 1882.